# 霜降り肉

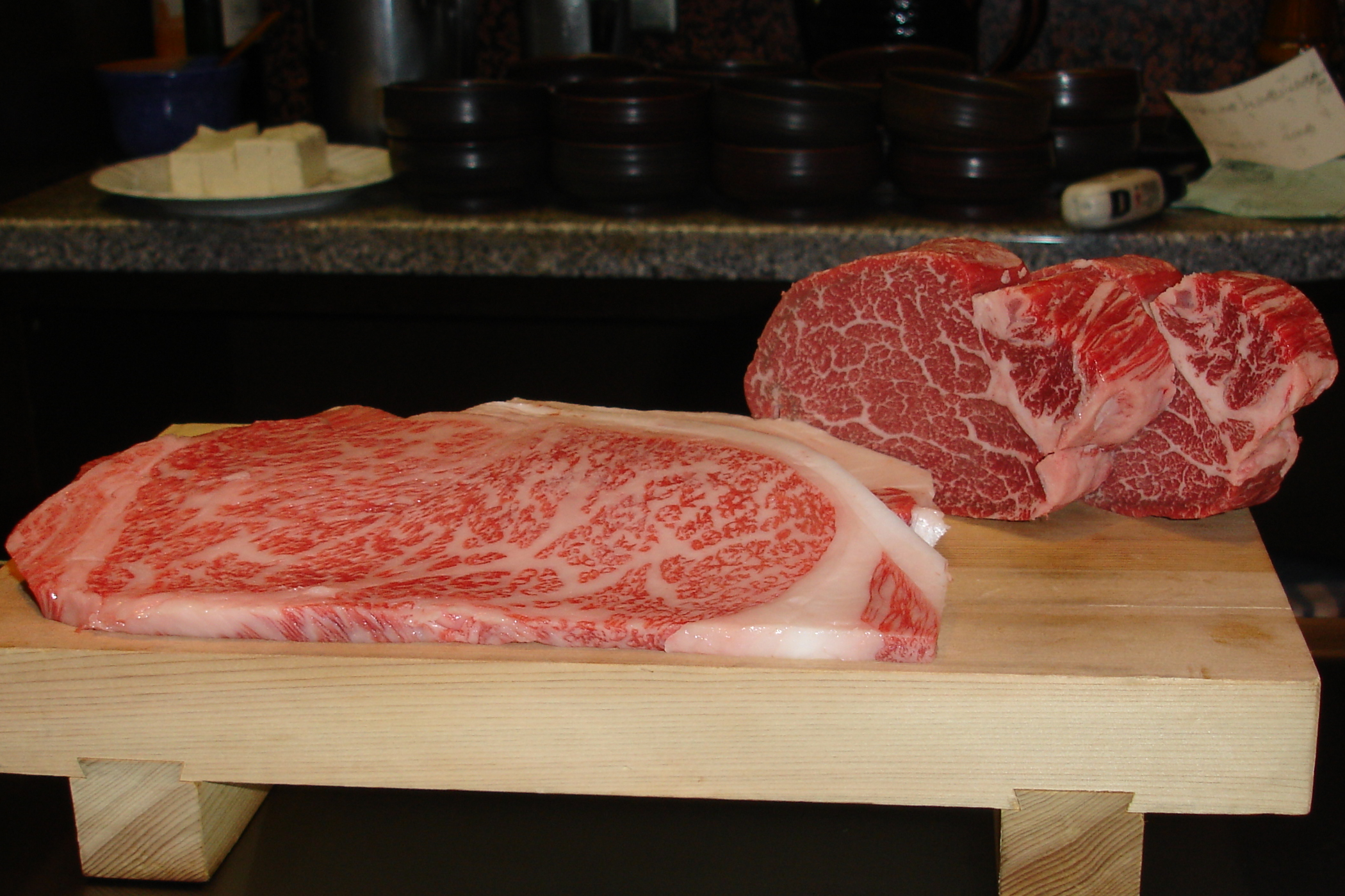
霜降り牛肉

牛肉の部位名称

霜降り肉（しもふりにく）は、食肉のうち脂肪が筋肉の間に細かく網の目のように入っているものである（霜降り模様）。

## 概要
主に牛肉について用いられる語であるが、豚肉や馬肉に対しても用いられることがある。
筋肉（筋繊維）の間に入った脂肪は「サシ」と呼ばれており、それが細かいほど上質とされている。肩ロースやサーロインなどの背肉が霜降りになりやすい。脂肪の多い肉は好みが分かれるものの、マグロのトロなどと同様、高付加価値商品として販売される。
赤肉に脂肪を注入して人工的に作り出す機械もあり、このような加工を行った馬肉を霜降り肉として販売したことが不当景品類及び不当表示防止法違反（優良誤認）と見なされ、公正取引委員会により排除命令が発せられたこともある。

## 定義
どのような食肉について「霜降り肉」の表示をしてよいかについては、特に定められた表示の基準があるわけではない。
牛肉の霜降りの度合は、一般に脂肪交雑 (BMS: Beef Marbling Standard) で表される。BMSはNo.1から12までの12段階があり、数字が大きいほど霜降りの度合いが高い。BMSと肉質等級（数字が大きいほどよい）の対応関係は、以下の通りである。
- No.1：1等級
- No.2：2等級
- No.3-4：3等級
- No.5-7：4等級
- No.8-12：5等級

## 霜降り肉の作り方と動物愛護上の問題
霜降り肉にするためには、サシの入りやすい牛の遺伝的選抜がおこなわれるということもあるが、飼養方法に特徴と動物愛護上の問題がある。
放牧をさせてしまうと、筋肉が発達して霜降りになりにくいため放牧は行われず牛舎に収容し、牛本来の食べ物である牧草ではなく穀物飼料が多給される。筋肉にサシを入れるという通常ではない状態を作り出すために、脂肪細胞の増殖を抑える働きがあるビタミンAの給与制限が行われるが、これにより牛の健康上の弊害が起こる。
ビタミンAの制限に失敗した時の失明、夜盲症、関節炎、食欲喪失、ズル(筋肉水腫)の発生などである。顕著な欠乏症状が現れなくても、目や歩行に異常が現れたり、被毛にツヤがなかったり、食欲が低下するなどの症状が顕れる。